# Fiat France
La Fiat France era una squadra maschile di ciclismo su strada belga attiva nel 1977.
Prosecuzione della Molteni, fu creata per pubblicizzare Fiat France, azienda del Gruppo Fiat, ed ebbe come direttori sportivi gli ex ciclisti Robert Lelangue e Raphaël Géminiani e in rosa atleti come Roger Swerts, Patrick Sercu ed Eddy Merckx.

## Cronistoria

### Annuario
| Anno | Codice | Nome        | Cat.                  | Biciclette | Dirigenza                                                  |
| ---- | ------ | ----------- | --------------------- | ---------- | ---------------------------------------------------------- |
| 1977 | -      | Fiat-France | Eddy Merckx (De Rosa) | -          | Manager: Dir. sportivi: Robert Lelangue, Raphaël Géminiani |

## Palmarès

### Grandi Giri
- Giro d'Italia

Partecipazioni: 0
- Tour de France

Partecipazioni: 1 (1977)
Vittorie di tappa: 4
1977: 4 (3 Patrick Sercu, 1 cronosquadre)
Vittorie finali: 0
Altre classifiche: 0
- Vuelta a España

Partecipazioni: 0

### Campionati nazionali
Pista
- Campionati belgi: 1

Madison: 1977 (Patrick Sercu)